# 보헤미안 걸
《보헤미안 걸》(Alles Inklusive, The Whole Shebang)은 독일에서 제작된 도리스 되리 감독의 2014년 코미디, 드라마 영화이다. 한넬로르 엘스너 등이 주연으로 출연하였다.

## 출연

### 주연
- 한넬로르 엘스너
- 나디아 울
- 히네르크 쇠네만

### 조연
- 엑셀 프랄
- 파비안 힌리히스
- 로버트 스타드로버
- 나탈리아 아벨론
- 마리아 하펠

## 기타
- 원작자: 도리스 되리
- 공동제작: 베티나 리클스
- 협력프로듀서: 루스 스태들러
- 의상: 요시오 야바라
- 배역: 네시 네슬라우어